# Dicromantispa gracilis
Dicromantispa gracilis is een insect uit de familie van de Mantispidae, die tot de orde netvleugeligen (Neuroptera) behoort. 
Dicromantispa gracilis is voor het eerst wetenschappelijk beschreven door Erichson in 1839.